# جوماني ماغمبي
جوماني عبد الله ماغمبي هو وزير سابق للموارد الطبيعية والسياحة في جمهورية تنزانيا المتحدة. كان عضوًا في البرلمان عن دائرة موانغا منذ عام 2000.

## وزير الموارد الطبيعية والسياحة
في بداية تعيينه دعا جومان ماغيمبي إلى التركيز على قطع الأشجار غير القانوني والصيد غير المشروع للحياة البرية، وكذلك العمل على مضاعفة مساهمة السياحة في اقتصاد تنزانيا.

## الحياة السياسية
قبل منصبه الحالي كان البروفيسور ماغيمبي يشغل منصب وزير المياه والري، بدءًا من فبراير 2012 وانتهى في نوفمبر 2015.

## التعليم والأوساط الأكاديمية
في عام 1975 تخرج ماغيمبي بدرجة البكالوريوس في علم الغابات من جامعة دار السلام. في عام 1981 حصل على الدكتوراه من جامعة دار السلام. في عام 1986 كان باحثًا في برنامج فولبرايت بجامعة ولاية أوريغون. لمدة خمسة عشر عامًا كان عالمًا رئيسيًا في المركز الدولي لأبحاث الحراجة الزراعية.